# Carmen (nouvelle)
Pour les articles homonymes, voir Carmen.
Carmen est une nouvelle de Prosper Mérimée écrite en 1845 et publiée en 1847, dont a été tiré l’opéra homonyme, musique de Georges Bizet, livret de Henri Meilhac et Ludovic Halévy (1875).
Carmen traite du sujet de la liberté, de l'amour obsessionnel et de la jalousie meurtrière. La nouvelle met principalement en scène les personnages de Carmen et de Don José, dont l'amour passionné pour la belle bohémienne est à sens unique, ce qui a pour résultat le meurtre de Carmen par Don José.

## Personnages principaux
- Carmen : une jeune gitane qui entraîne dans sa chute son amant jaloux. C’est une femme sensuelle, qui utilise ses charmes et ses atouts féminins pour arriver à ses fins et manipuler ses amants. Elle envoûte littéralement le narrateur et Don José dès la première rencontre.

- Don José : destiné à une carrière militaire, il succombe aux charmes de Carmen et devient un bandit. Il ne peut désobéir à sa maîtresse, dont il est passionnément amoureux. Il est faible et impuissant et sa passion va le pousser à commettre des meurtres ; il y succombe entièrement lorsqu’il tue Carmen, qui lui avait avoué qu’elle ne l’aimait plus.

- Le narrateur : un personnage naïf, également tombé dans les filets de sa passion pour Carmen, mais qui a été sauvé par Don José. C'est également un personnage vertueux et sage se rapprochant de l’auteur par son profil d’archéologue.

## Composition de la nouvelle
Carmen débute en épigraphe par une citation en grec de Palladas, que Mérimée traduisait par « Toute femme est amère comme le fiel ; mais elle a deux bonnes heures, une au lit, l’autre à sa mort ».
Le livre est divisé en quatre chapitres de longueur inégale, mais le récit des amours impossibles de Carmen et de Don José n’occupe que le troisième chapitre. Il s’agit donc à ce moment d’un récit enchâssé ou emboîté, dont le narrateur est Don José, mis en abîme dans le récit-cadre, dont le narrateur est un archéologue. Les événements racontés par Don José sont antérieurs aux événements du récit-cadre (analepse narrative).
Le récit est en prose et utilise la focalisation interne. Le quatrième et dernier chapitre constitue une rupture stylistique nette, en revenant au discours scientifique qui constituait l'entame du premier chapitre.

## Résumé
Chapitre 1

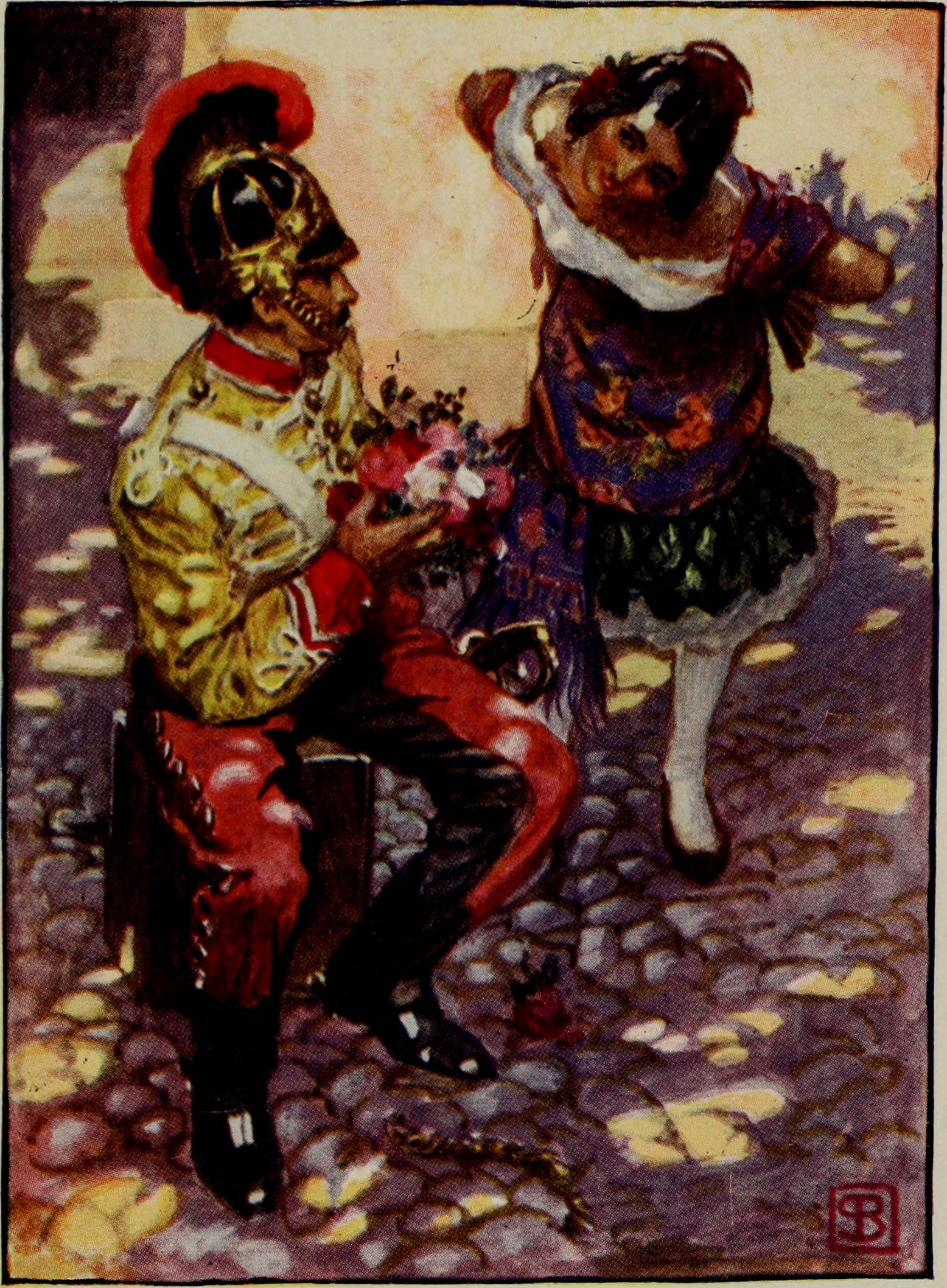
Carmen et Don José, illustration de Byam Shaw (1910).

En Andalousie, le narrateur, un archéologue français en excursion vers Montilla pour éclaircir ses idées sur la bataille de Munda, s’arrête en chemin afin de se reposer avec Antonio, son guide. Par la suite, il rencontre un homme dont l'accent n'est apparemment pas andalou, il lui propose un cigare et tous deux commencent à discuter. L'homme l’accompagne jusqu'à une auberge. À cause des signes d’inquiétude que lui fait Antonio, le narrateur se dit qu’il a probablement affaire à un contrebandier, mais il n'en a pas peur. Arrivé à l’auberge, il apprend qu'il s’agit de Don José Navarro, un contrebandier poursuivi par les autorités. Don José chante un air basque à la mandoline pendant le repas.
Au milieu de la nuit, le narrateur s’éveille et va dehors où il voit passer une ombre devant lui : c’est Antonio. Il va dénoncer Don José pour 200 ducats. Le narrateur éveille Don José pour l’en avertir. Après avoir juré au narrateur qu’il ne se vengerait pas de son guide, Don José se sauve pour ne pas se faire arrêter. Quand les lanciers arrivent, leur proie s'est envolée.
Chapitre 2
On retrouve le narrateur une semaine plus tard, continuant ses recherches sur la bataille à Cordoue chez les Dominicains. Un soir, il rencontre une belle jeune fille bohémienne nommée Carmen, qui lui propose de lui dire son avenir. Ils vont prendre une glace ensemble, puis ils vont au domicile de Carmen, qui est fascinée par sa montre. Un homme entre brusquement : c'est un complice de Carmen, et celle-ci lui enjoint de trancher la gorge du malheureux porteur de montre. Mais il s'agit de Don José, qui s'aperçoit de l'identité du narrateur et le laisse prendre la fuite. Le narrateur s’aperçoit ensuite que Carmen lui a dérobé sa montre mais à la suite des paroles de Don José il décide de ne pas la poursuivre et part à Séville.
Plusieurs mois après, le narrateur revient à Cordoue et apprend au couvent que Don José a été jeté en prison, soupçonné notamment d'avoir dérobé sa montre, et qu'on va le condamner à mort pour de nombreux autres crimes. Il lui apporte une boîte de cigares et arrive pendant son repas. Il lui propose de l'aider mais Don José avoue qu’une messe lui serait plus utile. Il lui demande aussi d’aller porter une médaille à une femme en Navarre, à Pampelune.
Chapitre 3

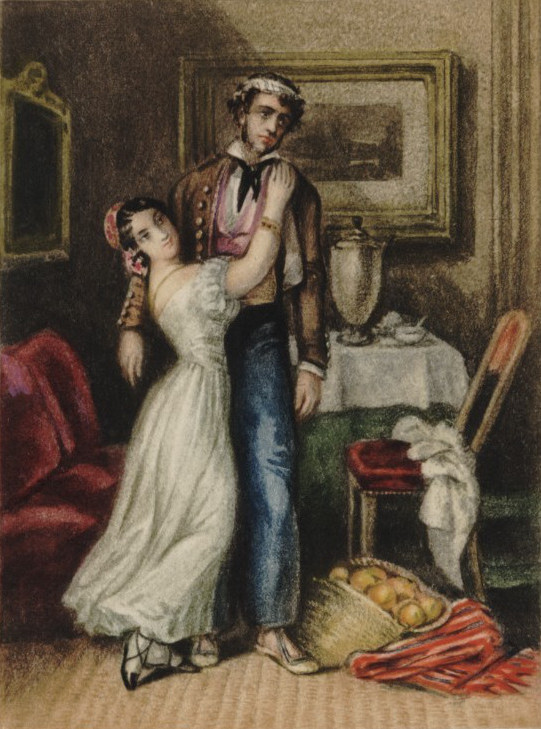
Carmen, aquarelle de Prosper Mérimée illustrant sa nouvelle.

Le narrateur revient à la prison le lendemain et apprend toute l'histoire de Don José.
Il s'appelle en réalité Don José Lizarrabengoa, basque né à Elizondo, brigadier de cavalerie placé en garde dans une manufacture de tabac à Séville. Un jour, il rencontre Carmen qui le taquine sur son épinglette, puis lui lance une fleur qu’il conserve. Peu après, une bagarre éclate : il va voir et trouve d’un côté une femme blessée, de l’autre Carmen. José est chargé d’amener cette dernière à la prison. Celle-ci utilise son charme (en vain) et son patriotisme (elle lui fait croire qu’elle aussi est de Navarre) pour se sauver, et y parvient. Il est envoyé à la prison pour un mois et dégradé. Un jour, en prison, il reçoit un pain d’une soi-disant cousine avec une lime à l’intérieur et deux piastres, cadeau de Carmen. Il est touché de ce geste mais refuse de s'échapper, ce qui reviendrait à déserter. À sa sortie, il redevient simple soldat et retrouve Carmen avec qui il passe une journée qui le laisse transi d'amour pour elle. Elle le manipule pour qu'il ferme les yeux sur de petits trafics, puis elle disparaît ; quand il la retrouve, elle est au bras d'un officier. Une bousculade s'ensuit, Don José tue l'officier et Carmen l'aide à s'échapper.
Il fuit Séville et intègre une troupe de contrebandiers dirigée par un chef, le Dancaïre. Mais il apprend que Carmen est déjà mariée à Garcia, un des bandits de la troupe, et il souffre de plus en plus de la vie qu'il mène désormais. Divers crimes sont commis par la petite troupe. José poignarde finalement Garcia au cours d'une algarade, et le Dancaïre meurt également dans une embuscade où José est blessé. Il finit par guérir, mais Carmen le rend toujours plus fou de jalousie, notamment par sa relation avec un picador nommé Lucas. Il la somme de tout quitter pour venir avec lui en Amérique, mais elle refuse et dit ne plus l'aimer. Désespéré, il en vient à la tuer de deux coups de couteau, puis l'enterre avec la bague qu'il lui avait offerte et va se rendre aux autorités.
Chapitre 4
Ce chapitre rompt totalement avec la narration précédente car il est constitué d'observations de type encyclopédique sur les bohémiens, leur apparence, leurs mœurs, leur langue, leur religion ; c'est un retour au point de vue narratif initial, avec dans le rôle du narrateur un scientifique qui clôt par cet exposé la tragique histoire qu'il a entendue.

## Analyse
Dans Carmen, Mérimée mêle les genres de la tragédie classique, du drame romantique et du roman picaresque pour illustrer le Mal que représente la passion amoureuse et ravageuse, qui pousse les individus à dépasser leurs limites, à effacer toutes traces de raison et de vertu dans leur âme afin qu’ils commettent des actes condamnables qui réduiront leur vie à néant[réf. nécessaire].
Voir aussi
- La Petite Gitane (Miguel de Cervantes) ;
- Maja

## Histoire éditoriale
Carmen paraît en 1845 dans la Revue des Deux Mondes. L'année suivante, la nouvelle est éditée sous forme de livre à Paris par l'éditeur Michel Lévy frères dans un recueil contenant également deux autres nouvelles : Arsène Guillot et L'Abbé Aubain.

## Adaptations

### Musique
La plus célèbre adaptation de la nouvelle est l’opéra Carmen créé en 1875 sur une musique de Georges Bizet, avec un livret écrit par Henri Meilhac et Ludovic Halévy. L'opéra a lui-même été adapté sur divers supports.
En 2011, Carmen apparaît dans une chanson de la chanteuse de pop Lana Del Rey qui mentionne également la vie de bohème et de liberté.

### Théâtre
Cécile Falcon est l'auteur de Écrire Carmen, publié en 2020 aux éditions de l'École de guerre.
Ecrire Carmen est une pièce en vers libres, librement inspirée de la nouvelle de Prosper Mérimée, qui met notamment en jeu le narrateur du récit, personnage présent chez Mérimée, sans prénom et qui endosse à tour de rôle, tous les personnages masculins du récit. Amateur de bibliothèques, féru d’archéologie, cette figure mystérieuse rencontre Don José, rencontre Carmen, et sa vie s’en trouve bouleversée. Se dessine alors un triangle amoureux, où rivalités masculines, fascination et jalousie, désir et recherche d’éternité s’entremêlent. Dans cette histoire, il est moins question d’amour que de soif d’absolu. Les trois personnages sont en quête d’infini : dans la liberté pour Carmen, dans la passion amoureuse pour José ou bien, pour le Narrateur, dans les mots, la langue, et l’écriture.
La pièce a été créée en 2017 au théâtre d'Yssingeaux (Haute-Loire) lors du festival Après la neige, puis recréée avec une nouvelle distribution en 2018 à Saint-Agrève (Ardèche) avant de partir en tournée dans la région Auvergne-Rhône-Alpes. La pièce a ensuite été jouée au théâtre national de Marseille La Criée en 2019.

### Récits
- 2018 : Sophie Rabau,  Carmen, pour changer, variation sur une nouvelle de Prosper Mérimée, Paris : Anacharsis,

### Littérature

#### Bande dessinée
En 1981, Georges Pichard adapte la nouvelle en une bande dessinée du même nom.

### Filmographie

#### Cinéma

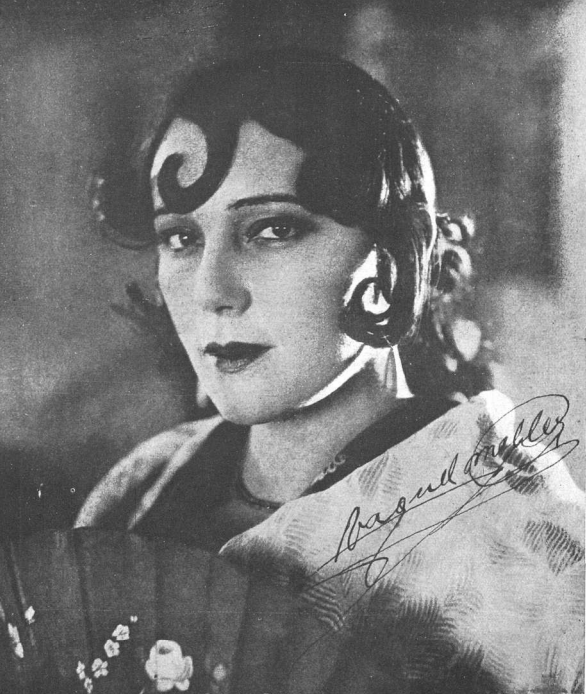
L'actrice espagnole Raquel Meller incarne Carmen dans le film muet de 1926 réalisé par Jacques Feyder.

Les films suivant adaptent soit l’opéra ou la nouvelle :
- 1907 : Carmen, film anglais muet d’Arthur Gilbert
- 1909 : Carmen, film italien muet de Gerolamo Lo Savio
- 1911 : Carmen, film français muet de Jean Durand, avec Gaston Modot
- 1912 : Carmen, film anglais muet de Theo Frenkel
- 1915 : Carmen, film muet de Cecil B. DeMille, avec Geraldine Farrar
- 1915 : Carmen, film muet de Raoul Walsh, avec Theda Bara
- 1915 : Charlot joue Carmen (Burlesque on Carmen), film muet de Charlie Chaplin, avec Charles Chaplin et Edna Purviance
- 1918 : Carmen, film allemand muet d’Ernst Lubitsch, avec Pola Negri
- 1926 : Carmen, film français muet de Jacques Feyder, avec Raquel Meller
- 1927 : The Loves of Carmen, film muet de Raoul Walsh, avec Dolores del Río
- 1945 : Carmen, film français de Christian-Jaque, avec Jean Marais et Viviane Romance
- 1948 : Les Amours de Carmen (The Loves of Carmen), film de Charles Vidor, avec Rita Hayworth et Glenn Ford
- 1954 : Carmen Jones film américain d’Otto Preminger
- 1963 : Carmen 63 film franco-italien de Carmine Gallone
- 1968 : L'Homme, l'Orgueil et la Vengeance film italien de Luigi Bazzoni
- 1983 : Carmen, adaptation flamenco de Carlos Saura
- 1983 : Prénom Carmen de Jean-Luc Godard
- 1984 : Carmen, film d’opéra de Francesco Rosi, avec Julia Migenes et Plácido Domingo
- 1984 : La Tragédie de Carmen, trois films de Peter Brook
- 1985 : Carmen nue d’Albert Lopez
- 2004 : Carmen de Khayelitsha (U-Carmen e-Khayelitsha), film sud-africain de Mark Dornford-May
- 2001 : Karmen Geï de Joseph Gaï Ramaka, adaptation sénégalaise de Carmen. En français et en wolof.
- 2003 : Carmen, film espagnol de Vicente Aranda, avec Paz Vega et Leonardo Sbaraglia.
- 2022 : Carmen, film franco-australien de Benjamin Millepied, avec Paul Mescal, Melissa Barrera et Rossy de Palma.

#### Télévision

##### Téléfilm
- 2001 : Carmen: A Hip Hopera de Robert Townsend produit pour MTV, avec Beyoncé Knowles et Mekhi Phifer.
- 2011 : Carmen de Jacques Malaterre diffusé sur France 3, avec la jeune actrice Vicky Luengo dans le rôle principal[6].

## Hommages
En 2013, la place Carmen a été dénommée en hommage à cette oeuvre et à ce personnage à Paris, dans le 20e arrondissement.